# Corona del principe Carlo di Norvegia

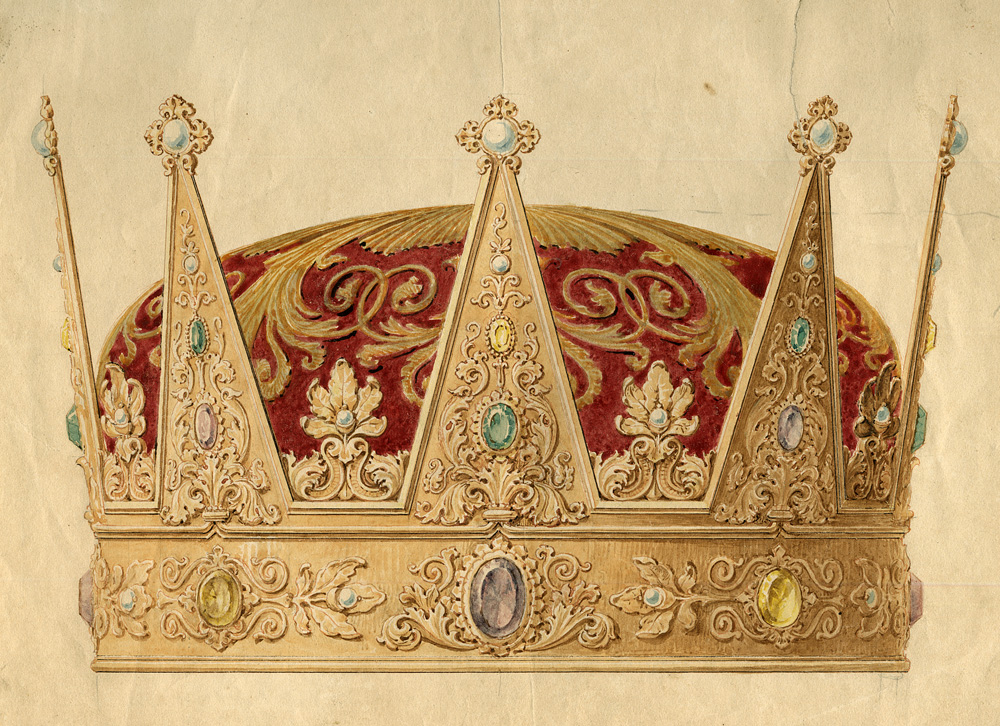
La corona del principe Carlo di Norvegia.

La corona del principe Carlo, successivamente diventato re con il nome di Carlo XV di Svezia, venne disegnata nel 1846 da Johannes Flintoe sulla base di una corona risalente al medioevo e venne poi realizzata dall'orafo Herman Colbjørnsen Øyset. 
È l'unico pezzo dei regalia norvegesi ad essere stato costruito interamente in Norvegia. Non è mai stata indossata. 
Pesa poco più di 1 chilogrammo e contiene un peridoto verde, perle d'acqua dolce ed una ametista.